# Championnats d'Europe d'escalade 2022
Navigation
Moscou 2020 Suisse 2024

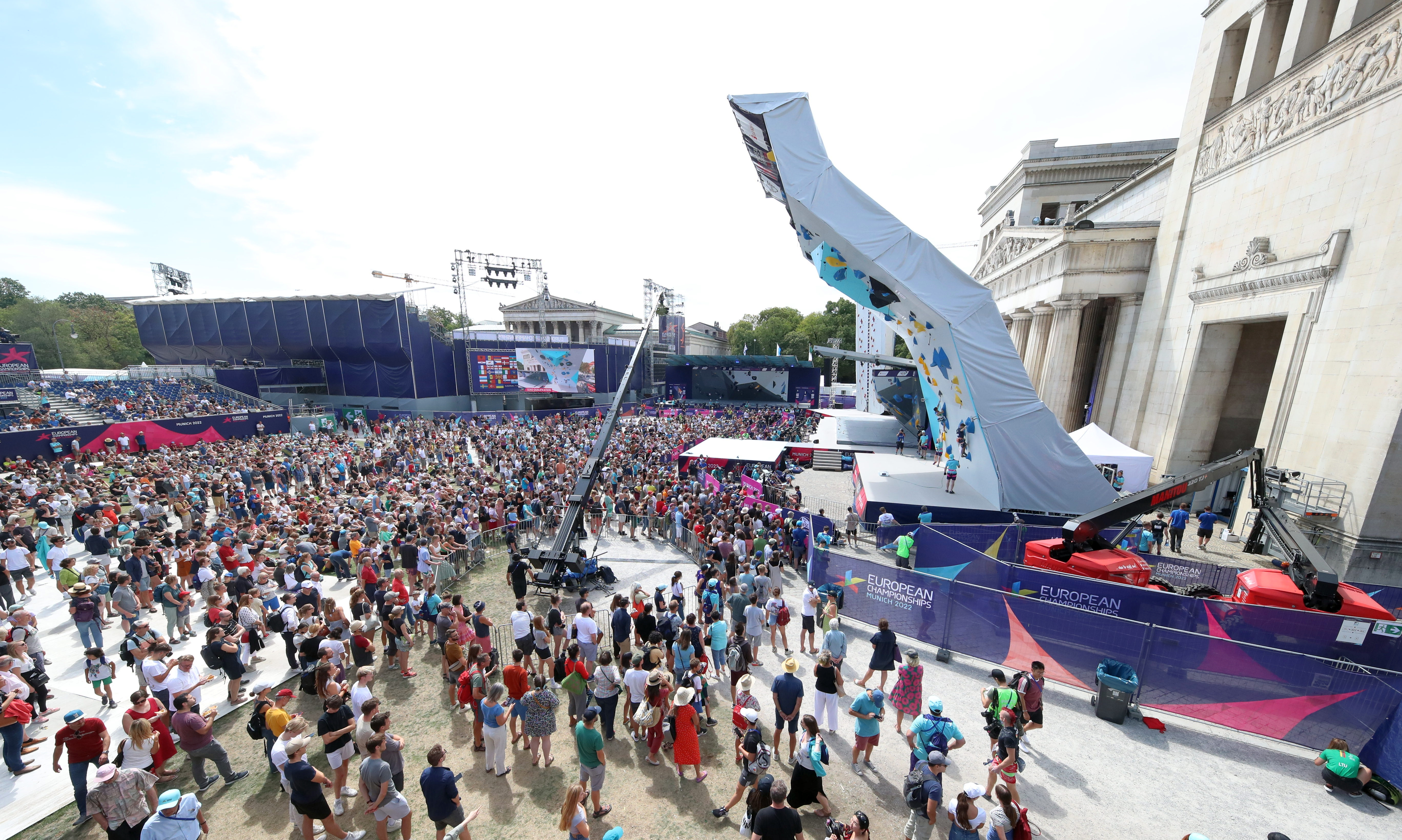

Les Championnats d'Europe d'escalade 2022, quatorzième édition des Championnats d'Europe d'escalade, ont lieu du 11 au 18 août 2022 à Munich, en Allemagne. Les épreuves se tiennent sur la Königsplatz.
La compétition fait partie des Championnats sportifs européens 2022.
Le format combiné adopté pour ce championnat est bloc et difficulté, format olympique pour les jeux de Paris 2024 alors que la vitesse était ajoutée pour le précédent format olympique des jeux de Tokyo 2020.

## Podiums

### Hommes
| Épreuves   | Or              | Or       | Argent          | Argent   | Bronze              | Bronze     |
| ---------- | --------------- | -------- | --------------- | -------- | ------------------- | ---------- |
| Difficulté | Adam Ondra      | 37+      | Luka Potočar    | 37+      | Alberto Ginés López | 35+        |
| Bloc       | Nicolai Užnik   | 2T2z 6 6 | Sam Avezou      | 2T2z 7 4 | Adam Ondra          | 2T2z 12 10 |
| Vitesse    | Danyil Boldyrev | NC       | Marcin Dzieński | NC       | Guillaume Moro      | NC         |
| Combiné    | Jakob Schubert  | 175,6    | Adam Ondra      | 170,8    | Alberto Ginés López | 151,7      |

### Femmes
| Épreuves   | Or                  | Or       | Argent             | Argent   | Bronze          | Bronze   |
| ---------- | ------------------- | -------- | ------------------ | -------- | --------------- | -------- |
| Difficulté | Janja Garnbret      | 50+      | Jessica Pilz       | 45+      | Manon Hily      | 41+      |
| Bloc       | Janja Garnbret      | 2T4z 2 5 | Hannah Meul        | 2T3z 3 4 | Oriane Bertone  | 2T3z 7 7 |
| Vitesse    | Aleksandra Mirosław | NC       | Aleksandra Kałucka | NC       | Natalia Kałucka | NC       |
| Combiné    | Janja Garnbret      | 199,9    | Mia Krampl         | 180,9    | Jessica Pilz    | 180,6    |